# 武观
武观，《尚书》篇名。记录夏启淫佚康乐之事。
武观见于《墨子·非乐上》，一说就是夏启的儿子五观，五观是太康兄弟五人。相传因为太康失国，流落到洛汭（今河南省巩义市东北）。又有五人胥兴作乱，致使夏朝中衰的传说。见于《逸周书·尝麦》。